# Список записей опер Жюля Массне
В настоящий список включены издания опер Жюля Массне на различных аудио- и видеоносителях. В таблице указан год, дата записи (если известна), дирижёр, хор и оркестр, артисты, студия звукозаписи либо выпускающая компания, вид носителя, страна производства. В разделе «Примечания» указывается дополнительная информация (например, «живая запись», «фестиваль», версия оперы, язык исполнения и т. д.).
Записи сгруппированы по операм и расположены внутри группы в хронологическом порядке.
В списке учитываются только официальные полные издания. Существование записи подтверждается ссылкой на базу данных или на другой официальный источник. Фильмы-оперы, теле- и радио- трансляции и любительские записи, а также записи фрагментов опер (за исключением сокращённых версий, где исключена незначительная часть материала), в перечень не включаются.

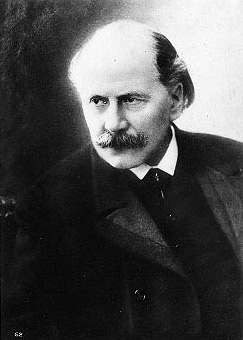
Жюль Массне

## Список опер
- 1865 — «Эсмеральда» (Esméralda) (по роману Гюго «Собор Парижской Богоматери),» не окончена.
- 1866 — «Кубок фульского короля» (La coupe du roi de Thulé), не ставилась.
- 1867 — «Двоюродная бабушка» (La grand’tante).
- 1869 — «Манфред» (Manfred), не окончена.
- 1870 — «Медуза» (Méduse).
- 1872 — «Дон Сезар де Базан» (Don César de Bazan)
- 1874 — «Восхитительный Бель-Буль» (L’adorable Bel'-Boul).
- 1875 — «Тамплиеры» (Les templiers), утрачена.
- 1876 — «Беранжера и Анатоль» (Bérangère et Anatole).
- 1877 — «Король Лахорский» (Le roi de Lahore).
- 1880 — «Роберт Французский» (Robert de France), утрачена.
- 1881 — «Жирондисты» (Les Girondins), утрачена.
- 1881 — «Иродиада» (Hérodiade).
- 1884 — «Манон» (Manon).
- 1885 — «Сид» (Le Cid).
- 1889 — «Эсклармонда» (Esclarmonde).
- 1891 — «Маг» (Le mage).
- 1892 — «Вертер» (Werther).
- 1894 — «Таис» (Thaïs).
- 1894 — «Портрет Манон» (Le portrait de Manon).
- 1894 — «Наваррка» (La Navarraise).
- 1895 — «Амадис» (Amadis).
- 1897 — «Сафо» (Sapho).
- 1899 — «Золушка» (Cendrillon).
- 1901 — «Гризельда» (Grisélidis).
- 1902 — «Жонглёр Богоматери» (Le jongleur de Notre-Dame).
- 1905 — «Керубино» (Chérubin).
- 1906 — «Ариадна» (Ariane).
- 1907 — «Тереза» (Thérèse).
- 1909 — «Вакх» (Bacchus).
- 1910 — «Дон Кихот» (Don Quichotte).
- 1912 — «Рим» (Roma).
- 1913 — «Панург» (Panurge).
- 1914 — «Клеопатра» (Cléopâtre).

## Король Лахорский
| Год             | Дирижёр       | Исполнители                                                     | Оркестр и хор                        | Лейбл | Страна | Носитель | Примечание                    |
| --------------- | ------------- | --------------------------------------------------------------- | ------------------------------------ | ----- | ------ | -------- | ----------------------------- |
| 1988            | Ричард Бонинг | Дж. Сазерленд, Ю.Туранжё, Л.Лима, Ш.Милнз, Н.Гяуров, Дж. Моррис | Оркестр и хор Bellas Artes de Mexico | Decca |        | Аудио    |                               |
| 1999 11.11.1999 | П.Фурнильер   | М.Лагранж, К.Ларчер, Л.Ломбардо, Ж. М. Ивалди, Р.Ширрер         | Оркестр и хор Bellas Artes de Mexico |       |        | Аудио    | Сент-Этьенн, Theatre Ephemere |

## Иродиада
- Массне. Иродиада. Р.Креспен, Р.Горр, Г.Шове, Л.Геке, Р.Массар, Р.Паттерсон. Дирижер А.Ломбар / Нью-Йорк Carnegie Hall 10.9.1963
- Массне. Иродиада. Мариза Гальвани, М.Данн, Ж.Боем, Л.Квилико, П.Плишка, В.Тэйлор. Дирижер Кнуд Андерсон / Нью-Орлеан 1.5.1975
- Массне. Иродиада. Монтсеррат Кабалье, Д.Вейзович, Хосе Каррерас, Х.Понс, Э.Серра, Р.Кеннеди. Дирижер Ж.Делакот / Барселона Лисеу 6.1.1984 / LEGATO
- Массне. Иродиада. Монтсеррат Кабалье, Елена Образцова, Хосе Каррерас, Х.Понс. Дирижер Жак Делакот / Мерида 18.7.1990
- Массне. Иродиада. Ч.Стьюдер, Н.Дениз, М.Ольмеда, Б.Хеппнер, Т.Хэмпсон, Ж.ван Дам, Ж. Ф. Куртис. Дирижер М.Плассон / EMI 1994
- Массне. Иродиада. Р.Флеминг, Г.Бамбри, Дж. Кейес, Э.дель Кампо, Дирижер И.Квелер / Нью-Йорк Carnegie Hall 14.2.1995
- Массне.Иродиада.Рене Флеминг,Долора Заджик,Пласидо Доминго,Хуан Понс,Дир.Валерий Гергиев /5,8,12 и 15 ноября 1994,Сан-Франциско

## Манон
- Массне. Манон. Л.Альбанезе, Дж.ди Стефано, М.Сингер, Дж. Хайнс, Дж. Чехановски. Дирижер Ф.Клева / MET 15.12.1951
- Массне. Манон. В.де Лос-Анхелес, Ф.Тальявини, А.Поли, П.Клабасси. Дирижер Наполеоне Анновацци / Римская Опера 28.3.1957 / MELODRAM
- Массне. Манон. А.Моффо, Н.Гедда, Ж.Сковотти, Дж. Грилло, Ф.Гваррера, Дж. Тоцци. Дирижер Т.Шипперс / MET 21.12.1963
- Массне. Манон. В.де Лос-Анхелес, Ф.Бонисолли, П.Совиньоль. Дирижер Х.Эчеверри. Барселона Лицеум 22.1.1966
- Массне. Манон. М.Кабалье, А.Краус, М.Аусенси, С.Пальюка. Дирижер К. Ф. Чилларио / Мадрид Театр Сарсуэла 7.5.1967
- Массне. Манон. Б.Силлз, П.Доминго, Р.Фредрикс, Р.Хэйл, Н.Кастел, М.Смит. Дирижер Ю.Рудель / NYCO 20.2.1969 / MELODRAM
- Массне. Манон. М.Френи, Л.Паваротти, Р.Панераи, И.Фарина, А.Зербини, Ф.Риччарди. Дирижер П.Мааг / Ла Скала 3.6.1969 / VERONA
- Массне. Манон. Б.Силлз, Н.Гедда, Ж.Сузи, Г.Бакье, П.Керн, М.Тремпон. Дирижер Ю.Рудель / DG 1970
- Массне. Манон. Т.Жилис-Гара, А.Краус, Д.Грэмм, Н.Чилиенто. Дирижер Ж.Фурне / Чикаго 29.9.1973
- Массне. Манон. И.Котрубас, Дж. Рафанель, К.Аллиот-Лугас, М.Майе, А.Краус, Дж. Квилико, Ж.ван Дам, Ш.Бурле / М.Плассон / EMI 1982
- Массне. Манон. Э.Груберова, А.Купидо, А.Ринальди. Дирижер Ю.Рудель / Мюнхен 29.11.1985
- Массне. Манон. Н.Дессей, С.Секко, Л.Тезьер, А.Вернье. Дирижер Патрик Давин / Женева 19.6.2004
- Массне. Манон. Р.Флеминг, Массимо Джордано, Ж-Л.Шайно, В.Шимелл, Гао Янг Тин. Дирижер Х.Лопес-Кобос / МЕТ 8.4.2006
- Массне. Манон. А.Нетребко, Р.Виллазон, Р.Дэйвис, Хонг Ян, Д.Питтсингер. Дирижер П.Доминго / Лос Анджелес 30.9.2006
- Массне. Манон. Б.Силлз, Г.Прайс, Р.Фредрикс, Р.Хэйл, С.Реми, Н.Кастель. Дирижер Ю.Рудель / NYCO 18.10.1977 (TV)
- Массне. Манон. Э.Груберова, М.Хинтермайер, А.Галл, Ф.Арайса, Г.Хельм, П.Тау, Г.Тихи, В.Гамлих, А.Шрамек. Дирижер Адам Фишер, режиссёр Жан-Пьер Поннелль / Вена 1983 (TV)
- Массне. Манон. Р.Флеминг, М.Альварес, Ж-Л.Шайно, М.Сенешаль. Дирижер Х.Лопес-Кобос, режиссёр Жильбер Дефло / Париж, Опера Бастилии 2001 / TDK
- Массне. Манон. А.Нетребко, С.Иван, Р.Аланья и др. Дирижер Б.де Билли, режиссёр Андрей Щербан / Вена 10.3.2007 (TV)
- Массне. Манон. А.Нетребко, Р.Виллазон, А.Даца, К.Фишессер. Дирижер Д.Баренбойм, режиссёр Винсент Паттерсон / Берлинер Штаатсопер 29.4.2007 (TV)
- Массне. Манон. Н.Дессей, Р.Виллазон, М.Ланца, С.Реми. Дирижер Виктор Пабло Перес, режиссёр Дэйвид МакВикар (ENO) / Барселона Лицеум 30.6.2007 (TV)

## Сид
- Массне. Сид. П.Доминго, Г.Бамбри, П.Плишка. Дирижер Ив Квелер. CBS 1976
- Массне. Сид. П.Доминго, М.Зампьери, С.Газарян, Р.Варгас, Дж. Таддеи, П.Гаванелли, С.Копчак, И.Урбаш. Дирижер Луис Антонио Гарсиа Наварро. Вена Konzerthaus 26.4.1987

## Эсклармонда
- Массне. Эсклармонда. Дж. Сазерленд, Ю.Туранжё, Дж. Арагалл, Р.Дэвис, Г.Кларк, Л.Квилико, Р.Ллойд, К.Грант. Дирижер Р.Бонинг / LONDON 1976
- Массне. Эсклармонда. Дж. Сазерленд, Ю.Туранжё, Дж. Арагалл, Л.Квилико, Дж. Макурди, К.Грант. Дирижер Р.Бонинг / МЕТ 11.12.1976
- Массне. Эсклармонда. А.Пендатчанска, А.Купидо, И.Куркчиев, М.Пертузи, Б.Мартинович, Й.Зеннаро. Дирижер А.Гуингал / Турин Teatro Regio 27.11.1992

## Вертер
| Год            | Дирижёр        | Исполнители | Оркестр и хор                        | Лейбл                 | Страна | Носитель | Примечание |
| -------------- | -------------- | --- | ------------------------------------ | --------------------- | ------ | -------- | ---------- |
| 1949 26.7.1949 | Ренато Челлини | Вертер — Джузеппе ди Стефано Шарлотта — Джульетта Симионато Софи — Эуджения Роккабруна Альберт — Фаусто дель Прадо | Оркестр и хор Bellas Artes de Mexico | Discografico Italiano |        | LP/CD    | (ит.).     |

- Массне. Вертер (рус.). И.Козловский, М.Максакова, М.Звездина, В.Захаров, В.Малышев. Дирижер О.Брон / 1954
- Массне. Вертер (ит.). Н.Панни, М.Оливеро, А.Ладзари, С.Мелетти. Дирижер М.Росси / RAI Torino 6.12.1963 / MELODRAM
- Массне. Вертер. Н.Гедда, Р.Горр, Т.Аппмэн. Дирижер Роберт Лоуренс / Нью-Йорк Carnegie Hall 14.11.1965
- Массне. Вертер. Н.Гедда, В.де Лос Анхелес, М.Меспле, Р.Сойер. Дирижер Ж.Претр / EMI 1968—1969
- Массне. Вертер. Ф.Корелли, К.Людвиг, Ю.Блеген, Дж. Реардон, Ф.Корена. Дирижер А.Ломбар / МЕТ 9.3.1971
- Массне. Вертер. А.Ванзо, Е.Образцова. Дирижер Р.Джованинетти / Марсель 3.11.1974
- Массне. Вертер. А.Краус, Е.Образцова, Д.Маццуккато, А.Ринальди, Н.Дзаккариа. Дирижер Ж.Претр / Ла Скала 12.2.1976
- Массне. Вертер. А.Краус, Л.Валентини-Террани, А.Томашевска-Шепис, Р.Панераи. Дирижер Ж.Претр / Флоренция 26.1.1978
- Массне. Вертер. А.Краус, Р.Креспен, К.Бэттл. Дирижер Р.Бонинг / МЕТ 3.2.1979 / GALA
- Массне. Вертер. А.Краус, Т.Троянос, К.Барбо, Ф.Лэнгридж, М.Манугуэрра, Ж-Ф.Лафон. Дирижер М.Плассон / EMI 1979
- Массне. Вертер. А.Краус, Т.Берганса, И.Бушанан, Дж. Саммерс, Р.Ллойд. Дирижер М.Плассон / Ковент Гарден 29.5.1979
- Массне. Вертер. Х.Каррерас, Ф.фон Штаде, Т.Аллен. Дирижер сэр К.Дэвис / PHILIPS 1980
- Массне. Вертер. П.Дворски, Б.Фассбендер. Пражский симфонический оркестр (ФОК). Дирижёр  Либор Пешек. Телефильм-опера, режиссёр П.Вайгль. 1985.
- Массне. Вертер. А.Бальтса, Э.Линд, Каррерас, Б.Вайкль, П.Вимбергер. Дирижер / Вена 12.3.1986
- Массне. Вертер. А.Краус, Ф.фон Штаде, Д.Апшо, Р.Стилвелл, Р.Капекки. Дирижер Ж.Фурнье / МЕТ 16.4.1988
- Массне. Вертер. М.Аланья, А.Георгиу, Т.Хэмпсон, П.Петибон, Ж-Ф.Куртис. Дирижер А.Паппано/ EMI 1999
- Массне. Вертер. М.Аланья, В.Казарова, Л.Петрова, К.Шальденбранд, П.Плишка. Дирижер Жак Лакомб / МЕТ 10.1.2004
- Массне. Вертер. М.Альварес, Р.Донозе, С.Мэтьюз, Л.Тезьер, Дж. Вейра, Ж.Рагон. Дирижер А.Паппано / Ковент Гарден, сентябрь 2004
- Массне. Вертер. Р. Вильясон, М-А.Тодорович, А.Когнет, М.Тремпон. Дирижер П.Фурнилье / Ницца 15.1.2006
- Массне. Вертер (телефильм-опера; ит.). Л.Генчер, С,Баллинари, Х.Ончина, Э.Сорделло, М.Кортис. Дирижер А.Симонетто / Милан RAI 23.4.1955
- Массне. Вертер. Н. Шикофф, Т. Берганса, К. Барбо, Ж. Бастин, Ж-Ф. Куртис. Дирижер Жан-Клод Казадезюс / Экс-ан-Прованс 1979 (TV)
- Массне. Вертер. А. Краус, М. Сенн, Г.Фабуэль, Э.Серра, А.Эчеверриа. Дирижер Джан Паоло Сандзоньо, режиссёр Хуго де Ана / Барселона Лицеум, июнь 1992 (TV)
- Массне. Вертер. М. Альварес, Э. Гаранча, И. Тонка, А. Шрамек. Дирижер Филипп Жордан, режиссёр Андре Щербан / Вена 19.2.2005
- Массне. Вертер. Р. Вильясон, М-А. Тодорович, А. Когнет, М. Тремпон. Дирижер Патрик Фурнилье / Ницца 15.1.2006
- Массне. Вертер. Р. Вильясон, Сьюзен Грэм,  Адриана Кучерова, Людовик Тезье, Ален Верне, Кристиан Трегье, Кристиан Жан, Винсент Делом, Летиция Синглтон. Дирижёр Кент Нагано / Париж, 2009, 135 мин. (TV)

## Таис
Массне. Таис. Беверли Силлз, Шерил Милнз, Николай Гедда,...Дирижер Лорин Маазель/ EMI 1976
Массне. Таис. Ева Мэй, Мишель Пертузи, Вильм Джойнер, Кристоф Фэл, ... Дирижер Марчелло Виотти / Театр Ла Фениче 2002
Массне. Таис. Барбара Фритоли, Ладо Атанели, Алессандро Либератолли, Маурицио Ло Пикколо, ... Дирижёр Жианандрео Носеда / Театр Реджио де Турино 2008
Массне. Таис. Айлин Перес, Жан-Франсуа Борра, Джеральд Финли, ... Дирижёр Эммануэль Вийом / Метрополитен-опера 2017.

## Золушка
- Массне. Золушка. Ф.фон Штаде, Р.Велтинг, Ж.Бербье, Н.Гедда, Ж.Бастин. Дирижер Ю.Рудель / CBS 1978
- Массне. Золушка. К.Примроуз, С.Манга, Дж. Уэбстер, Р.Редмон, Дж. Дэйвис. Дирижер Стефан Кардон / Вэксфорд 23.10.1987
- Массне. Золушка. Р.Эванс, Л.Ватсон, Ш.Хеллекант, М.Тремпон, Ж.Серкоян. Дирижер М.Минковски / Анверс Vlaamse Opera 16.5.1998
- Массне. Золушка. Дж.ди Донато, Э.Гуттьеррес, Дж. Холловэй, Ю.Форст, Р.Стилвелл. Дирижер Кеннет Монтгомери / Санта Фе 9.8.2006

## Жонглёр Богоматери
- Массне. Жонглер Богоматери. А.Ванзо, Ж.Бастин и др. Дирижер Роже Бутри / EMI 1978

## Дон Кихот
- Массне. Дон Кихот. М. Кангалович, Б. Калеф, М. Васильевич, О. Милошевич, Н. Янчич, Д. Старк. Дирижер Оскар Данон / Белградская Опера 1960
- Массне. Дон Кихот. Н. Гяуров, Г. Бакье, Р. Креспен, М. Комман. Дирижер Казимеж Корд / LONDON 1979
- Массне. Дон Кихот. М. Бачелли, М. Зятькова, Р. Скандьюцци, А. Вернес. Дирижер Яп ван Зведен / Амстердам Concertgebouw 1.4.2006